# 패밀리 프로덕션
패밀리 프로덕션(Family Production)은 대한민국의 비디오 게임 개발사였다. 1994년에 설립돼 피와 기티, 인터럽트, 샤키 등 MS-DOS용 게임들을 개발했다. 1999년 어뮤즈월드에 회사가 인수합병됐다.

## 발매한 게임
- 복수무정
- 피와 기티
- 샤키
- 인터럽트